# Chanin Building
Le Chanin Building est un gratte-ciel situé au 122 East 42nd Street à New York. 
Il possède 56 étages et atteint une hauteur de 198 mètres. 
Il a été dessiné par Sloan & Robertson en 1927.